# Отдельный корпус железнодорожной охраны Украинской державы
Отдельный корпус железнодорожной охраны (О.к.ж.о. Укр.д.) — воинское соединение Украинской державы во время Гражданской войны в России.

## Предыстория
1918 год
«Полк железнодорожников» был сформирован при власти Центрального Совета (Центральной Рады) из состава безработных служащих и железнодорожной милиции для охраны станционных сооружений, сопровождения грузов и финансовых курьеров. После гетманского переворота немцы разоружили полк, но П.П. Скоропадскому удалось убедить германского генерала Гренера в том, что военные железнодорожники будут защищать дороги от большевистских подпольщиков.

## История
После прихода к власти 29 апреля гетмана П. П. Скоропадского началось создание Украинского государства (укр. Україньскої держави) и его государственных структур, в числе которых была Армия, Отдельный корпус пограничной охраны и Отдельный корпус железнодорожной охраны. Подразделения корпуса комплектовались офицерами, ранее проходившими службу в Российской Императорской Армии и Революционная армии свободной России и служащих Российской империи и Республики России.
После 29 апреля и до 15 ноября 1918 корпус находился в составе Украинской державы.
Отдельный корпус железнодорожных войск был в подчинении министра путей сообщения Б. Бутенко.

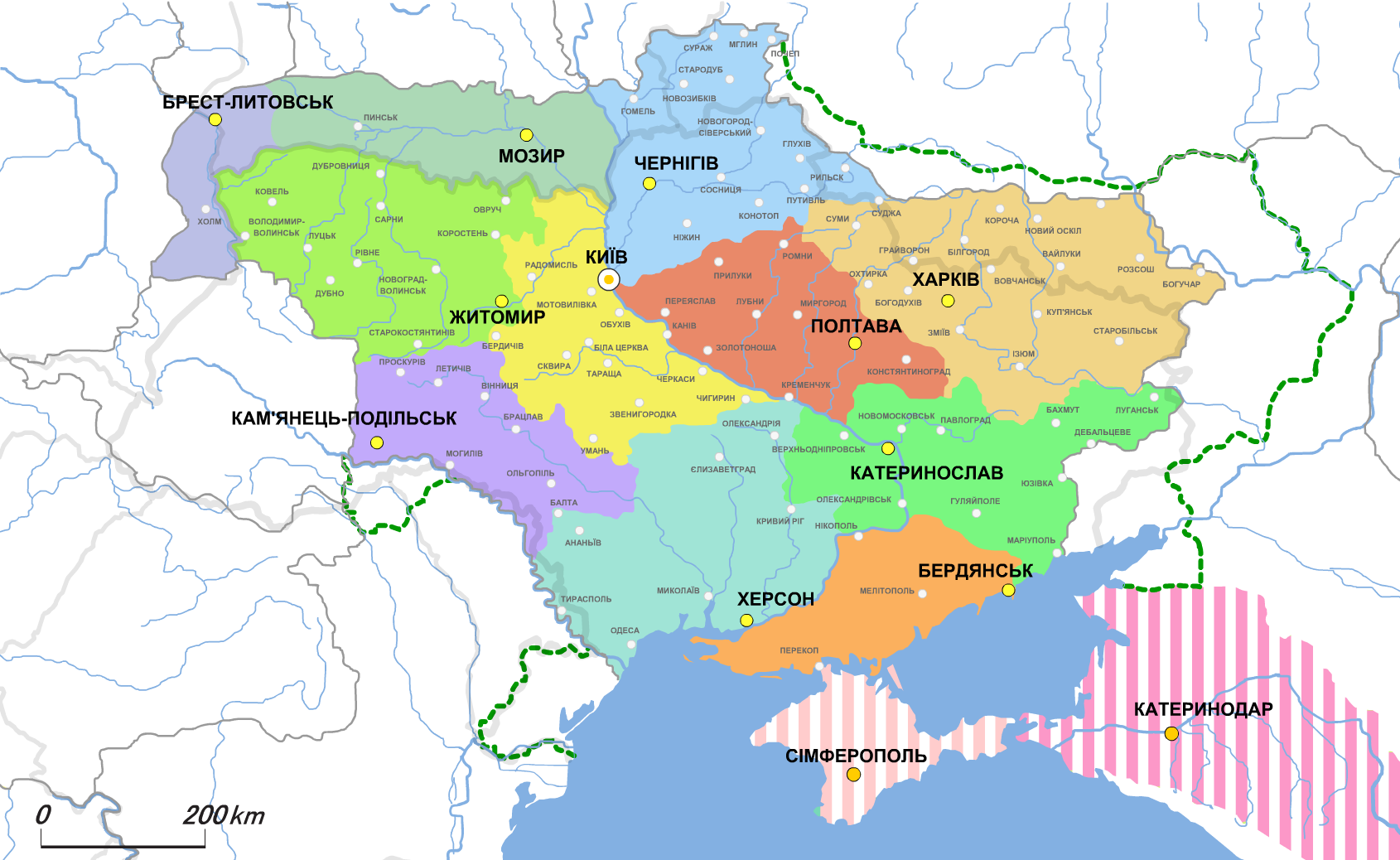
Административно-территориальное деление. Зелёная пунктирная линия — территориальные претензии.

Корпус обеспечивал работу Южных железных дорог (см. также Харьково-Николаевская железная дорога и Курско-Харьково-Севастопольская железная дорога, узловые станции: Харьков, Александровск, Лозовая, Синельниково, Ново-Александровка, Джанкой, Симферополь, Бахчисарай, Севастополь, ветви дороги: Синельниково — Екатеринослав и Ново-Александровка — Геническ и Юго-Западных железных дорог (основная магистраль Одесса — Балта — Киев, которая соединялась с Курско-Киевской в г. Курске. Имелись участки Жмеринка-Волочиск, Бердичев-Старый Кривин, Жмеринка-Могилёв-Подольский, Казатин-Умань, Христиновка-Шпола, Бердичев-Житомир, Фастовская линия (Фастов-Знаменка с ветвями), Волынская линия (линия Киев-Коростень), незавершенная Бендеро-Галицкая линия.

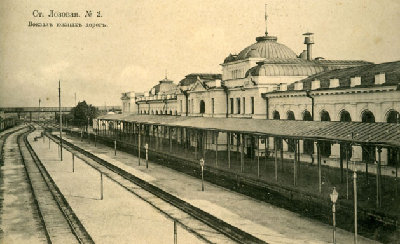
Вокзал станции Лозовая

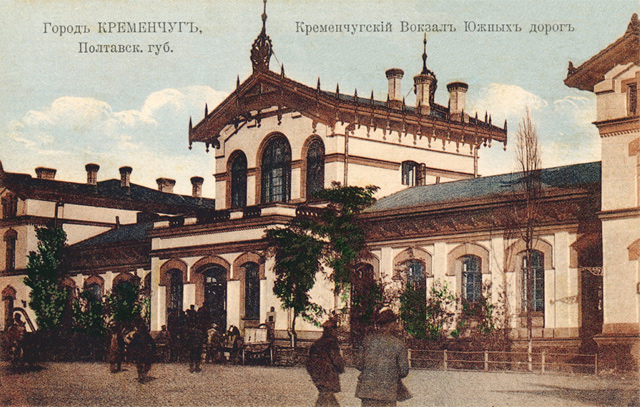
Вокзал станции Кременчуг

Организация и деятельность «О.к.ж.о. Укр.д.» временно регламентировались ведомственными актами министра путей сообщения, а не законом.
В июне командиром «О.к.ж.о. Укр.д.» назначен генерал-майор А. В. Осецкий.
Занимая должность А. В. Осецкий использовал служебное положение и попутно с формирующимися структурами корпуса сформировал «Резервный полк» и небольшие отряды на всех узловых станциях, включив в них оппозиционно настроенных по отношению к правительству страны людей.
9 ноября в полдень Германская империя революционными гражданами провозглашена республикой. (см. Ноябрьская революция в Германской империи) Для правительства Украинской державы это событие предвещало ослабление власти.
11 ноября завершилась Первая мировая война. Германская империя прекратила существование в результате Ноябрьской революции.
14 ноября гетман П. П. Скоропадский объявил Акт федерации, которым он обязывался объединить Украину с будущим (небольшевистским) российским государством.
15 ноября генерал-майор А. В. Осецкий назначен наказным атаманом (командующим войсками) У. Н.Р. и, одновременно, начальником Генерального штаба войск Директории.
Командир корпуса генерал-майор А. В. Осецкий стал одним из первых военачальников, поддержавших антиправительственное восстание, фактически возглавил военный штаб восстания, использовал подчинённые ему силы железнодорожников для поддержки повстанцев, что способствовало их успеху.
16 ноября началось восстание (антигетманский мятеж) возглавленное Директорией УНР против власти гетмана П. П. Скоропадского повстанческого движения и поддержанное восставшими войсками Украинской державы под командованием С. В. Петлюры. Гражданская война на Украине сметала ещё одну власть.
В армии и пограничном корпусе произошёл раскол и началась «Украинская гражданская война».
27 ноября железнодорожная охрана была переподчинена департаменту Государственной Стражи МВД.
После непродолжительной «Украинской гражданской войны 16 ноября — 14 декабря 1918 года», 14 декабря гетман П. П. Скоропадский отдал приказ о демобилизации защитников Киева и отрёкся от власти.,,

## Подчинение
- Министерство путей сообщения (после 29.04 - 27.11.1918)
- Департамент Государственной Стражи Министерства внутренних дел (27.11-14.12.1918)

## Командование
- генерал-майор А.В. Осецкий, командир корпуса (не раньше 6 июня - 15 ноября 1918)